# Sinan-dong, Gwangju
Sinan-dong (koreanska: 신안동)  är en stadsdel i stadsdistriktet Buk-gu i staden Gwangju i den sydvästra delen av Sydkorea,  270 km söder om huvudstaden Seoul.